# 가가우즈인
가가우즈인(가가우즈어: Gagauzlar 가가우즐라르, 루마니아어: Găgăuzi 거거우지[*] , 우크라이나어: Гагаузи 하하우지[*])는 주로 몰도바와 우크라이나 부자크에 거주하는 튀르크계 민족이다.
역사적으로 튀르크어족에 속하는 가가우즈어를 사용하며 일부는 러시아어를 사용하기도 한다. 튀르크계 민족이지만 이슬람을 따르는 대부분의 튀르크계 민족과 달리 가가우즈인은 절대다수가 동방 정교회 신자이다.
기원에 관해서는 여러 이론이 있으나, 본래 발칸반도 동부의 여러 지역에 퍼져 살다가 19세기 초에 러시아 제국이 노가이족이 자리를 비운 베사라비아 지역에 이들의 정착을 장려하며 현대의 민족 구성이 성립하였다.

## 거주 국가
가장 많은 가가우즈인이 사는 것은 몰도바 공화국이다. 몰도바 내의 가가우즈인은 17만 명 정도로 몰도바 전체 인구의 약 4%를 차지한다. 이외에 우크라이나 오데사주, 러시아(주로 카바르디노발카르 공화국), 터키 등에도 거주하고, 총 인구는 약 20만 명이다.

### 몰도바
몰도바 국내의 가가우즈인은 주로 남부(가가우지아 공화국)에 집중해 있다. 이들은 1990년에 가가우즈 소비에트 사회주의 공화국을 선포했고 몰도바 소비에트 사회주의 공화국으로부터의 독립을 선언했다. 몰도바가 소비에트 연방으로부터 독립한 뒤에도, 가가우즈인의 분리 운동은 계속되었지만 결국 1995년에 "가가우지아 지역의 법적 지위에 관한 법률"이 제정되어, 가가우즈인 거주 지역에 대해서 가가우지아 공화국으로 자치권을 부여하는 것으로 해결되었다.
다만 2014년 실시된 자체 주민투표에서 98.9%의 찬성으로 루마니아와 몰도바가 통일을 할 경우 독립을 선언하기로 결정해 루마니아와 몰도바가 통일하게 될 경우 다시 관련 분쟁이 발생할 가능성은 있다.

### 우크라이나
우크라이나의 가가우즈인은 2001년 기준으로 31,923명으로 확인되었으며, 그 중에서 27,617명은 오데사주에 살고 있는 것으로 드러났다. 오데사주의 인구 가운데 약 1.1%는 가가우즈인이다.

### 러시아
러시아에 거주하는 가가우즈인들은 2002년 조사에서 1만2,200명이었다. 주로 카바르디노발카르 공화국에 거주하나 모스크바에는 1만 명이 거주한다. 일부는 다른 지역(튜멘주 — 2,600명)에 거주한다(1,600명이 한티만시 자치구에 거주함).

## 같이 보기
- 가가우지아
- 가가우즈어
- 트란스니스트리아 전쟁
- 몰도바의 인구